# Ilyushin Il-16
L'Ilyushin Il-16 (in caratteri cirillici Ил-16) fu aereo da attacco al suolo progettato dall'OKB 39 diretto da Sergej Vladimirovič Il'jušin e sviluppato in Unione Sovietica sul finire della seconda guerra mondiale.
Derivava direttamente dall'Ilyushin Il-10 ma si differenziava da quest'ultimo per le dimensioni minori e per l'adozione di un propulsore di nuova concezione, il Mikulin AM-43NV. Secondo le previsioni dei progettisti, tali modifiche avrebbero consentito all'Il-16 un incremento delle prestazioni velocistiche ed una maggiore maneggevolezza rispetto al predecessore. Nella realtà i difetti che afflissero il motore si rivelarono insormontabili e il progetto fu cancellato nell'estate del 1946.

## Storia del progetto
Le seppur buone prestazioni dell'Il-10 portarono i comandi sovietici nel 1944 a richiedere all'OKB guidato da Ilyushin una nuova versione del velivolo, che ricoprisse lo stesso ruolo, ma che fosse più leggera, più manovrabile e veloce. Nacque così l'Il-16 dal design identico all'Il-10, sia dal punto di vista strutturale che aerodinamico, ma con alcuni importanti distinguo: oltre che per dimensioni e peso minori, l'Il-16 si differenziava soprattutto per l'adozione del più potente propulsore Mikulin AM-43NV, che sviluppava in fase di decollo la potenza di 1 715 kW (2 300 HP).
Il numero esatto di prototipi costruiti non è certo, alcune fonti dicono che siano stati tre, ma sulla base di prove fotografiche è sicuro che ne siano stati completati almeno due. Il prototipo effettuò il primo volo nel 1945, ma l'elevata coppia del motore, insieme alla parte posteriore della fusoliera troppo corta, comportarono problemi di stabilità longitudinale. Per risolvere l'inconveniente il secondo prototipo fu dotato di una fusoliera allungata nella parte posteriore di 500 mm, ed anche gli impennaggi di coda subirono delle modifiche: la superficie della deriva venne aumentata e il timone fu dotato di un trim. Questi cambiamenti riuscirono a migliorare le caratteristiche di volo dell'aereo. Il motore però evidenziò diversi problemi tecnici nel corso delle prove di volo che si susseguirono nel 1946 ed ai quali non si trovò soluzione; così nell'estate dello stesso anno il progetto fu cancellato.

## Tecnica
L'Il-16 era un velivolo biposto (pilota più mitragliere marconista), monoplano, monomotore ad ala bassa, con carrello retrattile, interamente costruito in metallo. Come il suo predecessore, l'aereo era dotato di un unico guscio blindato a protezione del propulsore e dell'equipaggio ma di spessore minore, al fine di diminuirne il peso.
L'armamento consisteva in due cannoni NS-23 calibro 23 mm (280 colpi per arma) e 2 mitragliatrici ShKAS calibro 7,62 millimetri (1 400 colpi per arma) installati nelle ali, ed un cannone da 20 mm Berezin UB 20 per il mitragliere posteriore con 150 colpi. Per garantire maggiore protezione dai caccia nemici, venne installata nella parte posteriore una cassetta con dieci granate antiaeree AG-2. Il carico di bombe standard previsto all'inizio doveva essere di 200 kg e 400 kg quello in sovraccarico. In seguito quello normale fu incrementato a 400 kg mentre quello in sovraccarico venne portato a 500 kg. Gli ordigni potevano essere caricati all'interno di due vani bombe nelle ali o in attacchi subalari esterni.

## Utilizzatori
Unione Sovietica
- Sovetskie Voenno-vozdušnye sily